# Slaget vid Holmengrå
Slaget vid Holmengrå utkämpades den 12 november 1139 nära nuvarande Strömstad i det då norska Bohuslän och avslutade första delen av det norska inbördeskriget under 1100- och 1200-talen. De minderåriga norska kungarna Inge Krokrygg och Sigurd Munn hade valts till kungar 1136 (båda då omkring ett år gamla) och den avsatte kungen Magnus Sigurdsson försökte tillsammans med tronpretendenten Sigurd Slembe ta tillbaka kronan. En dansk-norsk upprorsflotta på cirka 30 skepp stoppades vid Holmengrå av 20 stora norska skepp, som tillintetgjorde den samlade upprorsstyrkan. Magnus stupade under slaget och Sigurd Slembe blev fasttagen under ett rymningsförsök samt brutalt avrättad genom lemlästning av sina norska landsmän.